# Chrysopilus plaumanni
Chrysopilus plaumanni Santos & Amorim, 2007 è un dittero appartenente alla famiglia Rhagionidae.

## Etimologia
Il nome proprio della specie è in onore dell'entomologo e collezionista brasiliano Fritz Plaumann (1902-1994).

## Caratteristiche
L'olotipo maschile rinvenuto ha lunghezza totale è di 8,0-9,0mm; la lunghezza delle ali è di 5,5-5,8mm.

## Distribuzione
La specie è stata reperita nel Brasile meridionale: nello stato di Rio Grande do Sul, nei pressi della città di Teutônia, unica località di rinvenimento degli esemplari.

## Tassonomia
Al 2015 non sono note sottospecie e dal 2007 non sono stati esaminati nuovi esemplari.